# Тонка-Бей (Міннесота)
Тонка-Бей (англ. Tonka Bay) — місто (англ. city) в окрузі Ганнепін, штат Міннесота, США. Населення — 1475 осіб (2010).

## Географія
Тонка-Бей розташоване за координатами 44°54′56″ пн. ш. 93°35′22″ зх. д. / 44.91556° пн. ш. 93.58944° зх. д. (44.915537, -93.589409). За даними Бюро перепису населення США в 2010 році місто мало площу 2,56 км², з яких 2,40 км² — суходіл та 0,16 км² — водні об'єкти.

## Демографія
Згідно з переписом 2010 року, у місті мешкало 1475 осіб у 586 домогосподарствах у складі 458 родин. Густота населення становила 576 осіб/км².  Було 657 помешкань (257/км²).
Расовий склад населення:
| - 97,6 % — білих - 0,8 % — чорних або афроамериканців - 0,7 % — азіатів - 0,1 % — корінних американців |

До двох чи більше рас належало 0,7 %. Частка іспаномовних становила 0,9 % від усіх жителів.
За віковим діапазоном населення розподілялося таким чином: 23,6 % — особи молодші 18 років, 62,1 % — особи у віці 18—64 років, 14,3 % — особи у віці 65 років та старші. Медіана віку мешканця становила 47,8 року. На 100 осіб жіночої статі у місті припадало 105,7 чоловіків;  на 100 жінок у віці від 18 років та старших — 103,8 чоловіків також старших 18 років.
Середній дохід на одне домашнє господарство  становив 162 842 долари США (медіана — 108 250), а середній дохід на одну сім'ю — 192 154 долари (медіана — 130 417). Медіана доходів становила 82 321 долар для чоловіків та 55 000 доларів для жінок. За межею бідності перебувало 1,3 % осіб, у тому числі 0,0 % дітей у віці до 18 років та 2,5 % осіб у віці 65 років та старших.
Цивільне працевлаштоване населення становило 754 особи. Основні галузі зайнятості: освіта, охорона здоров'я та соціальна допомога — 21,5 %, науковці, спеціалісти, менеджери — 15,5 %, роздрібна торгівля — 14,5 %.